# 蒂普頓鎮區 (印地安納州卡斯縣)
蒂普頓鎮區（英語：Tipton Township）是位於美國印地安納州卡斯縣的一個行政鎮區。

## 地方資料
根據2010年美國人口普查的數據，蒂普頓鎮區的面積為105.58平方千米，當中陸地面積為105.22平方千米，而水域面積為0.36平方千米。當地共有人口2490人，而人口密度為每平方千米23.58人。